# Divisória da fronteira de Melilha

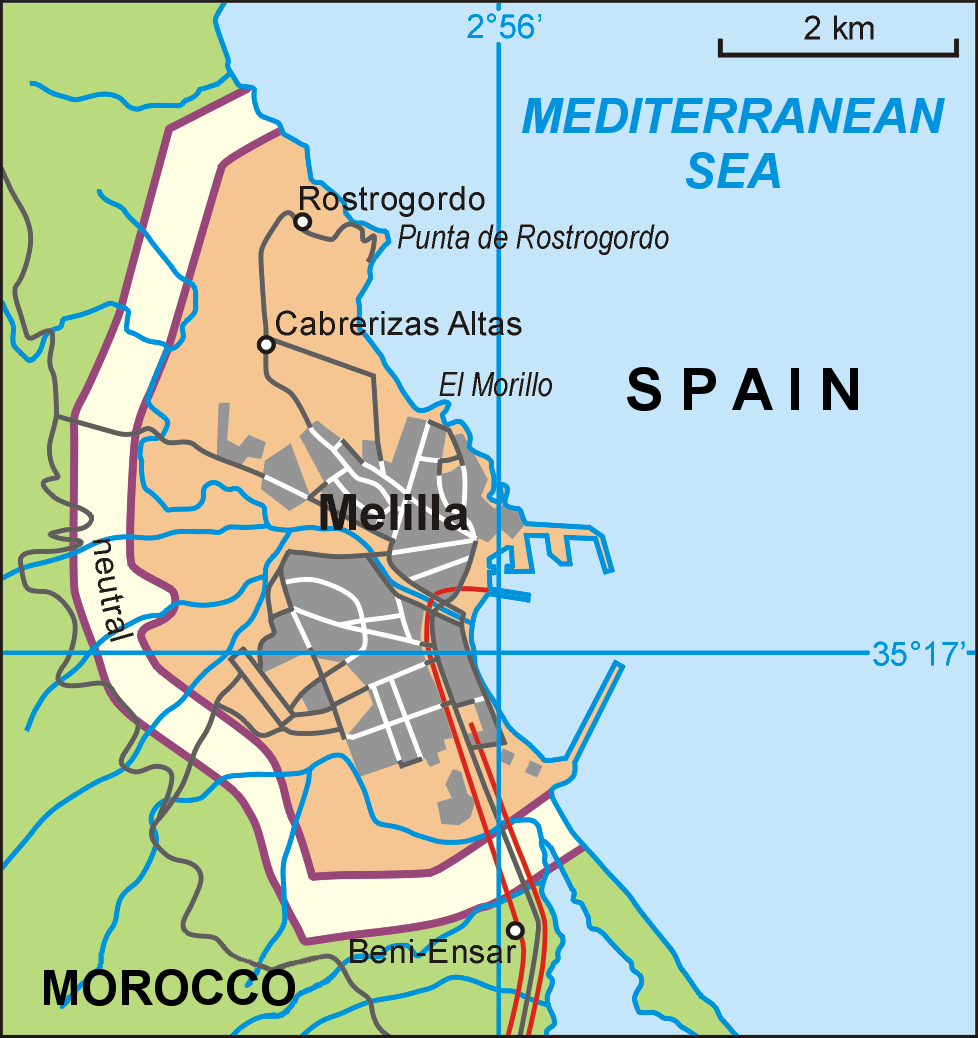
Mapa de Melilha

A divisória da fronteira de Melilha faz parte da fronteira Marrocos-Espanha na cidade de Melilha, uma das duas cidades espanholas no norte da África. Construído pela Espanha, seu objetivo declarado é impedir a imigração ilegal e o contrabando. A fronteira de Melilha e o seu equivalente em Ceuta, também fronteiriço com Marrocos, são as duas únicas fronteiras terrestres entre a União Europeia e um país africano.

## História recente
Em setembro de 2005, alguns milhares de migrantes da África subsaariana tentaram pular as cercas em várias ondas que se moviam sobre Melilha. Cerca de 700 passaram pelas cercas, enquanto seis morreram em confrontos com as forças de segurança marroquinas. Os acontecimentos de 2005 nas vedações de Melilha e Ceuta são objecto de um documentário, Victimes de nos richesses.
Trezentas pessoas tentaram e 30 conseguiram escalar a cerca em agosto de 2020, algumas das 2.250 pessoas que entraram em Ceuta e Melilha em 2020. Oitenta e sete pessoas escalaram a cerca em 19 de janeiro de 2021; nove foram levados para o hospital.
A divisória da fronteira foi fechada em Beni Ansar, Farkhana e um terceiro posto de controle de fronteira simultaneamente em março de 2020, após a Resposta Global à pandemia SARS COVID-19.  A travessia permanece proibida mesmo à doze meses depois.

## Renovação

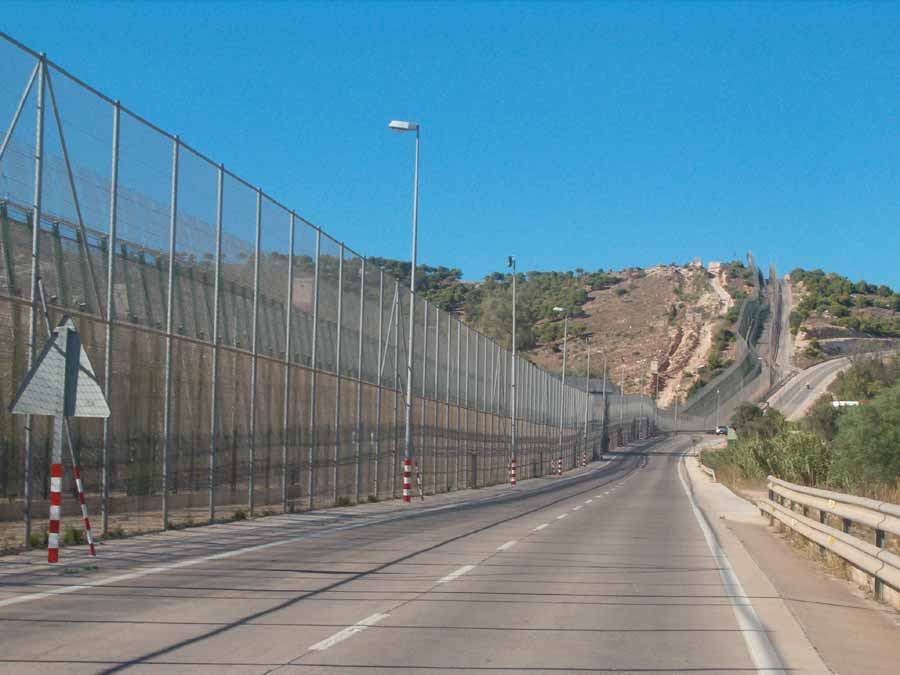
Fronteira Marrocos-Espanha, Melilha

O sentimento anti-imigração em relação aos migrantes africanos levou o governo espanhol de José Luis Rodríguez Zapatero, em 2005, a construir uma nova cerca na fronteira. Esta cerca de fronteira, construída ao lado das duas existentes deterioradas, sela completamente a fronteira. Recentemente, o novo ministro do Interior da Espanha reconheceu os ideais anti-imigração dos quais a cerca se origina e prometeu substituir o arame farpado que corre ao longo de sua parte superior por meios de dissuasão mais humanos. "O novo ministro do Interior da Espanha prometeu fazer" todo o possível "para remover as cercas de arame farpado" anti-migrantes ", que separam o Marrocos dos territórios espanhóis de Ceuta e Melilha."
Mesmo com três paredes construídas, as pessoas ainda escalam a parede e chegam ao território espanhol. Destes, a Anistia Internacional e Médicos Sem Fronteiras acusaram o governo marroquino de despejar pessoas de vários países africanos (alguns deles alegando estar validamente registrados como refugiados políticos) em uma área desabitada do Deserto do Saara, sem comida ou água.